# Soudan 1

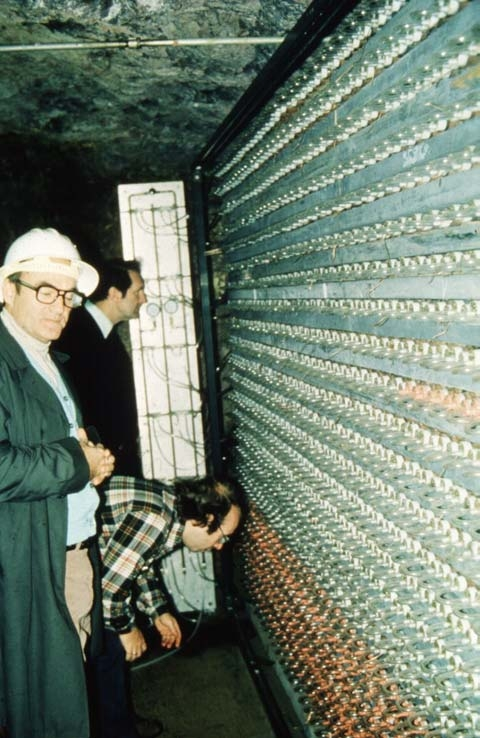
Detektor částic Soudan 1

Soudan 1 byl detektor částic nacházející se v Soudanském dole v Severní Minnesotě ve Spojených státech amerických. Šlo o třicetitunový železný kalorimetr, jehož hlavním cílem bylo hledání rozpadu protonu. Byl nastaven na limit životnosti protonu nižší než 1,6×1030 let, stejně jako horní mezní hodnotu hustoty magnetických monopólů. Také sloužil jako prototyp pro následující experimenty Soudan 2 a MINOS.

## Návrh a provoz
Soudan 1 byl nainstalován 590 metrů pod povrchem a uveden do rutinního provozu v srpnu 1981 výzkumnými skupinami fyziky vysokých energií z University of Minnesota a Argonne National Laboratory. Detektor byl tvořen blokem oxidu železa o rozměrech 3×3×2m3 naloženým konkrétními přístroji s 3456 plynu úměrnými trubicemi. Dále byl obklopen na pěti stranách štítem z masivního scintilátoru, který byl dokončen v říjnu roku 1981. To umožnilo rozpoznat události, které by jinak vypadaly jako rozpad protonu, ale byly způsobeny kosmickým zářením.